# Bob Miner
Robert Nimrod "Bob" Miner, född 23 december 1941 i Cicero i Illinois, död 11 november 1994 i San Francisco i Kalifornien, var en amerikansk entreprenör med assyriskt ursprung och en av grundarna av Oracle Corporation och arkitekten av Oracles relationsdatabas.
Från 1977 till 1992 ledde Bob Miner produktdesign och utveckling för Oracles relationsdatabas. I december 1992 lämnade han denna roll och knoppade gruppen Advanced Technology Group inom Oracle. Han var medlem av Oracles styrelse fram till oktober 1993.

## Uppväxt
Bob Miners föräldrar var assyrier och kom från Ada, en by i nordvästra Iran. Bob Miner avlade 1963 examen i matematik vid University of Illinois at Urbana-Champaign.